# ZNF816-ZNF321P
ZNF816-ZNF321P (англ. ZNF816-ZNF321P readthrough) – білок, який кодується однойменним геном, розташованим у людей на довгому плечі 19-ї хромосоми. Довжина поліпептидного ланцюга білка становить 164 амінокислот, а молекулярна маса — 18 964.
| 10         |  | 20         |  | 30         |  | 40         |  | 50         |
| ---------- |  | ---------- |  | ---------- |  | ---------- |  | ---------- |
| MMKEFSSTAQ |  | GNTEVIHTGT |  | LQRHESHHIR |  | DFCFQEIEKD |  | IHNFEFQWQE |
| EERNGHEAPM |  | TEIKELTGST |  | DRHDQRHAGN |  | KPIKDQLGSS |  | FHSHLPELHI |
| FQPEWKIGNQ |  | VEKSIINASL |  | ILTSQRISCS |  | PKTRISNNYG |  | NNSLHSSLPI |
| QKLGSTHERK |  | IFPM       |  |            |  |            |  |            |

A: Аланін

C: Цистеїн

D: Аспарагінова кислота

E: Глутамінова кислота

F: Фенілаланін

G: Гліцин

H: Гістидин

I: Ізолейцин

K: Лізин

L: Лейцин

M: Метіонін

N: Аспарагін

P: Пролін

Q: Глутамін

R: Аргінін

S: Серин

T: Треонін

V: Валін

W: Триптофан